# Clássicas da Flandres
Flanders Classics é uma companhia que organiza várias das mais importantes clássicas realizadas na região de Flandres na Bélgica. A companhia foi fundada no ano de 2010 e organiza um total de 6 carreiras que compreendem um monumento: Volta à Flandres (De Ronde van Vlaanderen), outras 3 carreiras UCI WorldTour: Gante-Wevelgem, Omloop Het Nieuwsblad e Através de Flandres (Dwars door Vlaanderen) e 2 carreiras do circuito UCI Europe Tour: Scheldeprijs e a Flecha Brabanzona (Brabantse Pijl).

## Missão
A missão da Flanders Classics é assegurar a posição das clássicas da primavera flamenga no calendário ciclista internacional e aumentar o prestígio do ciclismo flamengo na Bélgica e no estrangeiro. As clássicas Omloop Het Nieuwsblad e Através de Flandres (Dwars door Vlaanderen) devem a sua inclusão no calendário UCI WorldTour a esta filosofia.

## Clássicas
| Carreira                                    | Notas |
| ------------------------------------------- | --- |
| Omloop Het Nieuwsblad                       | É a carreira de abertura da temporada ciclista belga.                                                                                               |
| Gante-Wevelgem                              | Realizada a um domingo entre a Milão-Sanremo e a Volta à Flandres.                                                                                  |
| Através de Flandres (Dwars door Vlaanderen) | Desde 2018 é realizada entre a Gante-Wevelgem e a Volta à Flandres.                                                                                 |
| Volta à Flandres (De Ronde van Vlaanderen)  | A carreira principal da semana flamenga de ciclismo e a única que faz parte dos 5 monumentos do ciclismo. É realizada no primeiro domingo de abril. |
| Scheldeprijs                                | Esta carreira é realizada entre a Volta à Flandres e a Paris-Roubaix.                                                                               |
| Flecha Brabanzona (Brabantse Pijl)          | Esta carreira é realizada antes das Clássicas das Ardenas.                                                                                          |